# Gerrit-Jan van Velze
Gerrit-Jan van Velze (ur. 21 lutego 1988 w Secunda) – południowoafrykański rugbysta grający na pozycji wiązacza, dwukrotny medalista mistrzostw świata juniorów oraz triumfator English Premiership i European Challenge Cup z Northampton Saints.
Uczęszczał do Afrikaanse Hoër Seunskool, gdzie był kapitanem szkolnej drużyny rugby. Z sukcesami występował w drużynach juniorskich Blue Bulls, otrzymał także powołanie do reprezentacji południowoafrykańskich szkół. Dwukrotnie jako kapitan prowadził juniorskie kadry w mistrzostwach świata. Z kadrą U-19 wystąpił w 2007, gdzie reprezentanci RPA zajęli drugą lokatę po finałowej porażce z nowozelandzkimi rówieśnikami, a jego postawa na tym turnieju dała mu nominację do wyróżnienia IRB U19 Player of the Year. Rok później z kadrą U-20 zajął natomiast trzecie miejsce.
Jako senior występował w rozgrywkach Vodacom Cup i Currie Cup z zespołem Blue Bulls, w tych pierwszych triumfując w sezonie 2010, w drugich zaś rok wcześniej. Grał także dla zespołu rugby Uniwersytetu w Pretorii w Varsity Cup, a w latach 2010–2012 znajdował się w składzie franszyzy Bulls, która w 2010 roku zwyciężyła w rozgrywkach Super 14.
W marcu 2012 roku ogłosił podpisanie dwuletniego kontraktu z angielskim klubem Northampton Saints. Występował z nim zarówno w English Premiership, jak i europejskich pucharach, a w tych dwóch sezonach zespół był przegranym i wygranym wielkiego finału ligi, dotarł do finału pucharu kraju, triumfował także w European Challenge Cup w sezonie 2013/2014. Gdy nie mieścił się w pierwszym składzie występował w drugiej drużynie, z którą dotarł do finału rozgrywek zespołów rezerw. W lutym 2014 roku ogłosił przejście do grającego jeden poziom ligowy niżej Worcester Warriors, gdzie od razu został mianowany kapitanem. Już w pierwszym sezonie poprowadził zespół do awansu do Premiership oraz zwycięstwa w British and Irish Cup, w kolejnych dwóch latach opuścił natomiast część spotkań z powodu serii wstrząśnień mózgu.